# 川田 (漫画家)
川田（かわだ、1983年 - ）は、日本の漫画家。

## 来歴
『モーニング』（講談社）でデビュー。何度か『モーニングツー』（講談社）に読切が掲載された。この頃、こしのりょうの元でアシスタントを始める。
ジャンプ系の公募新人漫画賞・手塚賞に読切『ラブアンドジャスティス』を投稿し、第77回（2009年）手塚賞で佳作を受賞した。手塚賞受賞当時、担当者に青年誌での連載を勧められた。しかし、一度は少年誌で書いてみたいという川田の意向によって『週刊少年ジャンプ』（集英社）連載獲得を目指すこととなり、当時『黒子のバスケ』を連載していた藤巻忠俊の元でアシスタントを務める。
川田が好きな相撲をテーマに連載の構想を練り、『少年ジャンプNEXT!』（集英社）2013 SPRINGに『火ノ丸相撲』が掲載された。『週刊少年ジャンプ』2013年39号に本誌読切版を掲載し、同誌にて2014年26号から2019年34号まで同作を連載した。
『週刊少年ジャンプ』2023年29号から2024年11号まで、総合格闘技をテーマにした『アスミカケル』を連載。前作『火ノ丸相撲』と世界観を共有しており、前作の登場人物も一部登場している。

## 人物
川田という名前は、学生時代のあだ名を元にしたペンネーム。由来はプロレスラーの川田利明であり、担当編集の小池均によると、本名や顔が似ていたわけではないらしいが、川田によると「超世代軍の頃の川田利明に少し似ている」という。
相撲・プロレスなど格闘技全般が好き。特に相撲漫画を連載しているため、相撲については試合を観戦・分析したり、本を読んで研究している。
『週刊少年ジャンプ』2018年33号表紙で、連載作家が自作の主人公と一緒に歴代ジャンプ作品キャラを描き下ろすという企画で『キン肉マン』を選んだことをきっかけに『週刊プレイボーイ』でゆでたまごの嶋田隆司との対談が実現、プロレス談議に花を咲かせた。
『火ノ丸相撲』と同じ相撲漫画である『鮫島、最後の十五日』を連載中に急逝した漫画家の佐藤タカヒロとは親交はなかったものの、相撲漫画を描く者として憧れていたとして『週刊少年チャンピオン』2018年43号の佐藤の追悼特集に川田がイラストとコメントを寄せている。

## 作品リスト

### 連載
- 火ノ丸相撲（『週刊少年ジャンプ』2014年26号 - 2019年34号、全28巻）
- アスミカケル（『週刊少年ジャンプ』2023年29号[4] - 2024年11号[8]、全4巻）

### 読切
- 火ノ丸相撲
  - 増刊版（『少年ジャンプNEXT!』2013 SPRING）
  - 本誌版（『週刊少年ジャンプ』2013年39号）
- HEAVY METAL YANKEES（『週刊少年ジャンプ』2020年23号）
- 反逆せよ（『ジャンプGIGA』2022 SPRING[9]）